# Kupa e Shqipërisë 2020-2021
La Kupa e Shqipërisë 2020-2021 è stata la 69ª edizione della coppa nazionale albanese, iniziata il 1º novembre 2020 e terminata il 31 maggio 2021. Il Teuta era la squadra campione in carica. Il Vllaznia ha conquistato il trofeo per la settima volta nella sua storia.

## Formula
La competizione si è svolta in turni ad eliminazione diretta con partite di sola andata, invece delle consuete partite di andata e ritorno, ridotte per il calendario fitto dovuto alle conseguenze della pandemia di COVID-19.

## Primo turno
Il sorteggio è stato effettuato il 29 ottobre 2020.
| 1º novembre 2020  |                 |                |
| Apolonia Fier     | 4 – 1           | Turbina Cërrik |
| Besëlidhja        | 1 – 1 (3-4 dtr) | Egnatia        |
| Bylis Ballsh      | 2 – 1           | Veleçiku       |
| Flamurtari Valona | 1 – 2           | Dinamo Tirana  |
| Kastrioti         | 2 – 1           | Burreli        |
| Korabi            | 2 – 0           | Erzeni         |
| Kukësi            | 5 – 0           | Maliqi         |
| Laçi              | 3 – 0           | Vora           |
| Luftëtari         | 0 – 3           | Elbasani       |
| Lushnja           | 0 – 1 (dts)     | Besa Kavajë    |
| Partizani Tirana  | 5 – 0           | Iliria         |
| Pogradeci         | 9 – 1           | Oriku          |
| Skënderbeu        | 1 – 0           | Tomori         |
| Teuta             | 4 – 0           | Tërbuni Pukë   |
| Tirana            | 4 – 1           | Shkumbini      |
| Vllaznia          | 7 – 0           | Devolli        |

## Secondo turno
Il sorteggio è stato effettuato il 29 ottobre 2020.
| 12 novembre 2020 |             |               |
| Bylis Ballsh     | 1 – 2 (dts) | Dinamo Tirana |
| Kukësi           | 2 – 1       | Besa Kavajë   |
| Partizani Tirana | 1 – 0       | Apolonia Fier |
| Skënderbeu       | 3 – 0       | Pogradeci     |
| Teuta            | 5 – 0       | Kastrioti     |
| Tirana           | 0 – 1 (dts) | Korabi        |
| 13 novembre 2020 |             |               |
| Vllaznia         | 8 – 0       | Elbasani      |
| 14 novembre 2020 |             |               |
| Laçi             | 3 – 1 (dts) | Egnatia       |

## Quarti di finale
| 17 marzo 2021 |                 |                  |
| Dinamo Tirana | 1 – 3           | Skënderbeu       |
| Laçi          | 0 – 0 (4-3 dtr) | Partizani Tirana |
| Teuta         | 1 – 0           | Kukësi           |
| Vllaznia      | 1 – 0           | Korabi           |

## Semifinali
| 14 aprile 2021 |       |            |
| Teuta          | 0 – 2 | Skënderbeu |
| Vllaznia       | 1 – 0 | Laçi       |

## Finale
| Arbitro: | Juxhin Xhaja |

|  |           |                     |
|  | Marcatori | 39’ Victor Da Silva |